# Tortula bauriana
Tortula bauriana är en bladmossart som beskrevs av Warnstorf och Wilhelm Baur 1911. Tortula bauriana ingår i släktet tussmossor, och familjen Pottiaceae. Inga underarter finns listade i Catalogue of Life.